# Чемпионат СССР по боксу 1926
Чемпионат СССР по боксу 1926 года — 1-й чемпионат СССР по боксу, проходил с 8 по 12 апреля 1926 года в Москве. В первенстве принимали участие 23 боксёра из 5 городов страны. Формула встреч была 3 раунда по 3 минуты. В случае сомнения в определении победителя назначался 4-й раунд длительностью в 2 минуты. Чемпионат проходил по круговой системе. В весовых категориях до 51 кг, до 54 кг, до 81 кг и свыше 81 кг было заявлено по одному участнику. Звание чемпиона в этих весовых категориях было присвоено условно.

## Медалисты
| Весовая категория           | Золото                                   | Серебро                                       | Бронза                                     |
| --------------------------- | ---------------------------------------- | --------------------------------------------- | ------------------------------------------ |
| Наилегчайший вес (до 51 кг) | Владимир Руктешель «Динамо» (Москва)     | —                                             | —                                          |
| Легчайший вес (до 54 кг)    | Фёдор Брест «Динамо» (Москва)            | —                                             | —                                          |
| Полулёгкий вес (до 57 кг)   | Лев Вяжлинский «Красная Пресня» (Москва) | А. Терехов «Динамо» (Москва)                  | —                                          |
| Лёгкий вес (до 60 кг)       | Александр Павлов «Динамо» (Москва)       | И. Григорьев «Динамо» (Москва)                | Г. Эйберг «Красное знамя» (Ростов-на-Дону) |
| Полусредний вес (до 67 кг)  | Яков Браун «Динамо» (Москва)             | Константин Никитин «Профсоюзы» (Новая Бухара) | Александр Уманец «Моряк» (Ленинград)       |
| Средний вес (до 73 кг)      | Константин Градополов «Динамо» (Москва)  | Н. Корочков «Профсоюзы» (Москва)              | П. Лебедев «Профсоюзы» (Кольчугино)        |
| Полутяжёлый вес (до 81 кг)  | Алексей Анкудинов «Профсоюзы» (Москва)   | —                                             | —                                          |
| Тяжёлый вес (свыше 81 кг)   | Владимир Езеров «Динамо» (Москва)        | —                                             | —                                          |